# Подград (Шентјур)
Подград (словен. Podgrad) је насељено место у општини Шентјур, Савињска регија, Словенија.

## Историја
До територијалне реорганизације у Словенији био је у саставу старе општине Шентјур при Цељу.

## Становништво
У попису становништва из 2011. године, Подград је имао 208 становника.
| Број становника према пописима | Број становника према пописима | Број становника према пописима |
| ------------------------------ | ------------------------------ | ------------------------------ |
| 1991                           | 2002                           | 2011                           |
| 175                            | 183                            | 208                            |

Напомена: Године 1984. и 2011. умањено за делове насеља који су припојени насељу Шентјур.